# بوتش جونز
بوتش جونز (بالإنجليزية: Butch Jones)‏ هو لاعب كرة قدم أمريكية أمريكي، ولد في 17 يناير 1968 في ريو دي جانيرو في البرازيل.